# Supermarine Scimitar

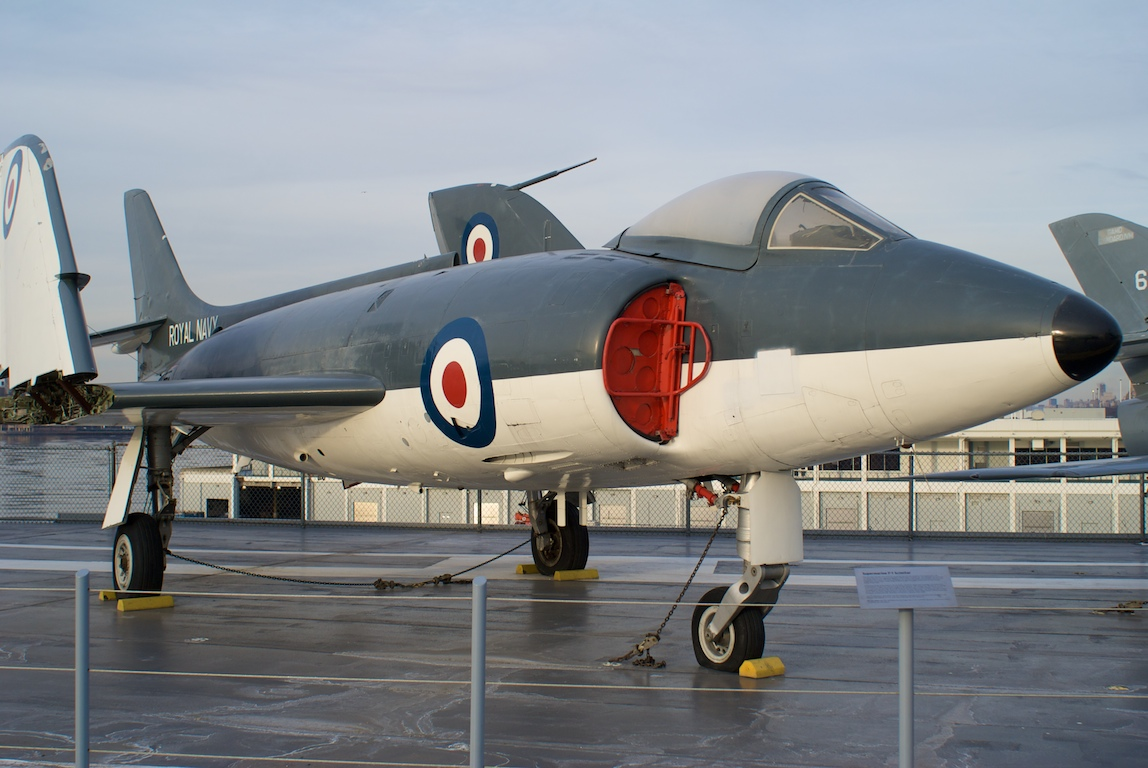
Supermarine Scimitar

Die Supermarine Scimitar war ein zweistrahliges Kampfflugzeug der Zeit des Kalten Krieges aus britischer Produktion. Sie war sowohl für den Einsatz als Abfangjäger als auch als Jagdbomber vorgesehen. Der erste Prototyp startete 1951, in Dienst gestellt wurden die Maschinen ab Januar 1957 und blieben bis 1965 im Einsatz. Der Name leitet sich von der englischen Bezeichnung Scimitar für einen Krummsäbel ab.

## Entwicklung und Geschichte
Die Scimitar wurde speziell für die britischen Marineluftstreitkräfte geplant und entwickelt. Sie war das erste Marineflugzeug mit gepfeilten Tragflächen. Konzipiert war die Maschine für den Einsatz mit Unterschallgeschwindigkeit.
Der erste Prototyp aus dem Jahr 1951 hatte ungepfeilte, der 1954 folgende zweite Prototyp gepfeilte Tragflächen. Der seriennahe Prototyp (Typ 544) wurde im Januar 1956 vorgestellt.
Die Maschinen, die ab Januar 1957 in Dienst gestellt wurden, konnten mit speziellen Kameras am Bug sowie mit Luftbetankungsbehältern ausgerüstet werden.
Die Bewaffnung der Maschine war ausgesprochen modern. So konnten neben den vier fest im Rumpf installierten 30-mm-Kanonen an den vier Außenlastträgern unter den Tragflächen Luft-Luft-Raketen vom Typ Sidewinder, Luft-Boden-Raketen vom Typ AGM-12B Bullpup, konventionelle Bomben oder auch eine einzelne taktische Atombombe befestigt werden.

## Betreiber
Vereinigtes Königreich
- Fleet Air Arm
  - No. 700X Flight
  - 736 Naval Air Squadron
  - 800 Naval Air Squadron
  - 803 Naval Air Squadron
  - 804 Naval Air Squadron
  - 807 Naval Air Squadron

## Zwischenfälle
Von den 76 in Dienst gestellten Scimitar sind 39 (51 %) durch Unfälle verlorengegangen.

## Technische Daten
| Kenngröße             | Daten |
| --------------------- | --- |
| Besatzung             | 1 |
| Länge                 | 16,87 m |
| Spannweite            | 11,33 m |
| Höhe                  | 4,65 m |
| Flügelfläche          | 45,06 m² |
| Flügelstreckung       | 2,8 |
| Gesamtmasse           | 18.144 kg |
| Höchstgeschwindigkeit | 1142 km/h in Meereshöhe |
| normale Reichweite    | ca. 960 km |
| Triebwerke            | zwei Strahltriebwerke Rolls-Royce-Avon Mk202 mit je 5103 kp Standschub |
| Bewaffnung            | vier 30-mm-ADEN-Kanonen, dazu an vier Außenlastträgern unter den Tragflächen entweder ungelenkte Raketen, bis zu vier Luft-Luft- oder Luft-Boden-Raketen, Bomben oder eine einzelne taktische Atombombe |